# 杉山愛
杉山 愛（すぎやま あい、1975年7月5日 - ）は、神奈川県横浜市出身の元女子プロテニス選手、テニス指導者。ビリー・ジーン・キング・カップ日本代表監督。右利き、バックハンド・ストロークは両手打ち。SWTA自己最高ランキングはシングルス8位、ダブルス1位。キャリア通算でWTAツアーシングルス6勝、ダブルスでは38勝。
日本人選手として初のWTAダブルス世界ランキングで1位を獲得。日本人女子25年ぶりのグランドスラムダブルス優勝者。グランドスラム優勝4回は日本人最多記録。4大大会シングルス成績は2度のベスト8進出があり、現在日本人女子最後の全英シングルスベスト8進出者である。
日本人初のシングルスとダブルスの同時世界トップ10入り。また、2015年にロジャー・フェデラー（スイス）に抜かれるまでグランドスラムシングルス連続出場のギネス記録（62大会）を保持していた。

## 選手経歴

### 来歴〜ジュニア時代
1975年7月5日、歯科医師の父親と母親の芙紗子の間に3人姉妹の長女として生まれた。誕生した日は沢松和子が1975年ウィンブルドンの女子ダブルスで日本人初優勝を達成した日でもあった。愛が生後4か月ごろになると、愛の父方の祖父が静岡県の天城湯ケ島町（現在の伊豆市）で経営する歯科医院を手伝うため一家は三島市に移住。愛が5歳になると、今度は父が歯科医院を開業することになり一家は神奈川県茅ヶ崎市に居を構え、愛は茅ヶ崎で少女時代を過ごした。この頃から母芙紗子は娘のために体操、フィギュアスケート、クラシックバレエなどの様々なレッスンを習わせるようになったが、その後愛がさらにテニススクールにも通うようになるとそれまでの習い事とは明らかに違う入れ込みを見せるようになる。その熱中ぶりは当初週2回で始まったレッスンもすぐに2つのスクールを掛け持ちするようになり、レッスンが無い日でも一人で壁打ちを続けるほどであった。愛が小学2年生になると、茅ヶ崎市に隣接する藤沢市に米国の名門テニススクールとして名高いニック・ボロテリー・テニスアカデミーの藤沢校が開校する。同年にこのアカデミーの入校試験に合格し、選手コースの一員となると、以降ピアノ以外の習い事を全て辞め、本格的にテニスに取り組むようになる。
引き続きニック・ボロテリー・テニスアカデミー藤沢校、荏原SSCなどで本格的にテニスを学びながら頭角を現していった杉山は、湘南白百合学園中学校入学後の中学1年時に全国選抜ジュニアテニス大会14歳以下で全国大会レベル初優勝を果たすと、1990年には15歳で全日本ジュニア18歳以下シングルス準優勝を果たす。これらの活躍により同年の全日本テニス選手権に主催者推薦で出場すると4回戦まで進出した。その後テニスを優先するためにあらゆる面で支障が多かった湘南白百合学園高等学校への進学を諦め、湘南工科大学附属高等学校体育コースに入学。ここでは1年時に早くも高校総体シングルス決勝で、同じ湘南工科大附属の同級生だった吉田友佳を下し優勝した他、ITFジュニアサーキットも本格的に転戦するようになり、1991年全豪オープン、1991年全米オープン、1992年ウィンブルドン選手権でそれぞれシングルスベスト8進出の成績を収め、1991年5月には日本人選手として男女通じて初のITFジュニア世界ランキング1位を記録する など、早くから国際的に名の知られたトップジュニアの一人となっていた。
また杉山はジュニア時代からツアーレベルの大会にも参戦しており、1990年9月のニチレイ・レディースではダブルスで道城まみと組み主催者推薦でツアー初出場。1回戦でエミー・フレージャー&小泉幸枝（日本）組に1-6, 2-6のストレートで敗れている。翌1991年には全豪オープンシングルス予選で早くもグランドスラムに挑戦したが、この時は予選1回戦で試合前に棄権している。4月にはジャパン・オープンでツアーシングルス予選に初出場したが、1回戦でヤユク・バスキに7-5, 2-6, 4-6のフルセットで敗れている。1992年はミズノ・ワールド・レディースで予選を勝ち上がりツアーシングルス本戦初出場を果たすと、1回戦でも雉子牟田直子を1-6, 6-2, 7-5のフルセットで下しツアー初勝利を手にする。続く2回戦では第4シードの伊達公子とに挑戦したが、1-6, 7-5, 3-6のフルセットで敗れた。同年10月に17歳3か月でプロに転向した。11月28日に大磯プリンスホテルで行われたプロ入り記者会見では「トップ10プレーヤーになれるよう頑張ります!」と、11年後に達成ることになる大きな目標を掲げての出発であった。この年のWTAシングルス年度末ランキングでは180位で終了しており、全日本女子シングルス年間ランキングでも10位につけるなど、既に日本トップ選手の一人となっていた。
しかし学生生活の方はテニスでの活躍と反比例する形で上手く回らなくなり、湘南工科大学附属高校を2年生のときに中退している。これは同校が当初の想定より思いのほか出欠に厳しく、加えて出場機会が増していたプロの試合では公欠が認められなかった他、世界ツアー転戦のための費用捻出の必要性からプロ転向によるスポンサー契約の獲得を望んでいた杉山側に対し、湘南工科大付属側はあくまで所属を高校名にすることを求め、在学中のプロ転向を許可しなかったことから辞めざるを得ない状況に陥ってしまったことが原因であった。その後杉山は神奈川県立湘南高等学校通信教育課程（現・神奈川県立横浜修悠館高等学校）に編入学。杉山はツアーの合間を縫いながら勉学にも励み2年で同校を卒業している。

### 1993年 プロ転向
プロ転向後最初の年となった1993年は箕輪宇明をツアー帯同コーチに付け転戦を開始。宮内美澄と組んで出場した全豪オープンダブルスでは予選繰り上がりとしてグランドスラム本戦に初出場したが、1回戦でジェシカ・エモンズ&ジンジャー・ニールセン（共に米国）組に3-6, 6-7(5)のストレートで敗れた。シングルスでは2月の東レ パン・パシフィック・オープン・テニストーナメント予選を勝ち上がり、本戦1回戦で当時シングルス世界ランク5位、大会第3シードのマルチナ・ナブラチロワと対戦。当時175位の杉山は初のトップ10選手との対戦でフルセットに持ち込む健闘を見せるも、3-6, 6-3, 3-6のスコアで敗れている。7月にはウィンブルドン選手権で予選を勝ち上がりグランドスラムシングルス本戦初出場。1回戦ではジジ・フェルナンデスと対戦し、6-3, 3-6, 3-6のフルセットで惜敗した。

### 1994年 初タイトル
この年は杉山にとって躍進の年となり、シングルスではノーシードで出場した2月のミズノ・ワールド・レディース準々決勝で大会第8シードのクリスティ・ボーグルトを6-3, 6-3のストレーで破り自身初のツアーベスト4に進出すると、4月のジャパン・オープンでは道城まみと組み主催者推薦で出場したダブルスで初のツアー優勝を果たす。さらに大会第8シードで出場した11月のウィスミラク国際では初のツアーシングルス決勝に進出。決勝ではエレナ・ワーグナー（ドイツ）と対戦したが、6-2, 0-6のスコアとしたところで途中棄権した。この大会では長塚京子と組んで第2シーで出場したダブルスでも決勝まで勝ち上がったが、シングルスの棄権によりこちらも試合前に棄権した。この年は他にも9月のニチレイ・レディースでシングルスベスト8、ダブルスベスト4に進出した他、11月の台湾オープンダブルスでもベスト4に進出。これらの活躍で年度末ランクもシングルスで前年の145位 から72位へ、ダブルスでも同212位 から53位 へ急上昇し、単複共初めて年間ランキングトップ100でシーズンを終えた。

### 1995年 世界50位入り
シングルスでは5月の全仏オープン1回戦で大会第15シードのヘレナ・スコバを4-6, 6-3, 9-7の逆転で下し、金星を挙げる形でグランドスラムシングルス本戦初勝利を手にすると、そのまま勢いに乗りチャンダ・ルビンとの4回戦まで進出する好成績を残す。ノーシードで出場した10月のバンク・オブ・ザ・ウェスト・クラシックでは2回戦で第6シードのイリナ・スピールリアを下す活躍で2度目のツアー決勝に進出。決勝では当時世界ランク7位、大会第2シードのマグダレナ・マレーバに3-6, 4-6のストレートで敗れた。
ダブルスでは長塚と組んでノーシードで出場した年初のモーリラ・ホバート国際ダブルスを勝ち上がり、決勝では大会第1シードのマノン・ボーラグラフ(オランダ)&ラリサ・ネーランド組を2-6, 6-4, 6-2の逆転で下し優勝。長塚とは4月のジャパン・オープンでもペアを組んで第2シードで出場し準優勝の成績を収めた他、ナンシー・フェバー（ベルギー）と組みノーシードで出場したDFSクラシックでもベスト4に進出。年度末ランクもシングルスで46位、ダブルスで45位 と単複共トップ50に到達し、前年に引き続き好調なシーズンを送った。
また4月にはフェドカップ日本代表に初選出。同月22,23日にドイツ・フライブルクで行われたワールドグループI1回戦、対ドイツ戦のダブルスで伊達公子とのペアで起用され、代表デビュー戦を勝利で飾っている。
ツアー以外では5度目の出場となった全日本テニス選手権女子シングルスで全試合ストレート勝ちの圧倒し悲願の初優勝を果たす。翌年から杉山のコーチを務めることになる丸山淳一と共に出場した混合ダブルス部門でも全試合ストレート勝ちで優勝 し2冠となった。

### 1996年 ダブルスのスペシャリストに
1996年は第23シードで出場したリプトン選手権シングルス3回戦で当時世界ランク10位、大会第7シードのヤナ・ノボトナを6-3, 6-3のストレートで破り4回戦に進出。第4シードで出場した4月第3週のジャパン・オープンシングルスでは第1シードの伊達公子との準決勝まで進出した他、伊達と組んで主催者推薦で出場したダブルスでも優勝する好成績を残した。翌週の4月27〜28日には有明コロシアムで開催されたフェドカップ：ワールドグループ1回戦、対ドイツ戦最終試合のダブルスに於いて、長塚京子とのペアで出場。日本はシングルスで伊達公子、沢松奈生子を、ドイツはシュテフィ・グラフ、アンケ・フーバーと両国ともトップ選手を擁する布陣で臨み、2勝2敗の五分で杉山&長塚組対グラフ&フーバー組のダブルスにチームの勝敗がかかったが、杉山&長塚組はグラフ&フーバー組を4-6, 6-3, 6-3のフルセットの逆転で破り、日本がドイツを破って代表史上初めてワールドグループ準決勝に進出する大金星を挙げた。6〜7月のウィンブルドン選手権シングルスでは、3回戦で当時世界ランク5位、大会第5シードのアンケ・フーバーを7-6(3), 6-1のストレートで破る活躍で4回戦に進出している。
ツアー以外では7月〜8月に行われたアトランタオリンピックでテニス日本代表として単複両部門に出場。長塚と組んで出場したダブルスでは1回戦でカナダ代表のジル・ヘザリントン&パトリシア・ヒー＝ブーレ組に6-7(2), 6-1のストレートで敗れた が、ノーシードで出場したシングルスでは、2回戦で第15シードのマルチナ・ヒンギスを6-4,6-4のストレートで破る活躍でヤナ・ノボトナとの3回戦まで進出している。
また11月の全日本テニス選手権ではシングルス、混合ダブルス部門を連覇。吉田友佳と組んで出場した女子ダブルス部門でも準優勝を果たしている。この年の杉山は全日本ランクを2位で終えたが、1位は同年9月に現役を引退した伊達であったため、この時点で実質的な日本女子トップに立った。

### 1997年 シングルス初タイトル
日本人選手トップとなって臨んだ1997年は、杉山を様々な角度からサポートする「チーム愛」を結成、コーチに丸山淳一、コーディネーターに母親の芙紗子を付けた他、トレーナー、マネージャーも加わるチーム体制でツアーを転戦するようになる。シングルスでは第6シードで出場した年初のゴールドコースト・クラシックで準優勝の好成績を収めると、第4シードで出場した4月のジャパン・オープンでは準決勝で第2シードのキンバリー・ポーを5-7, 6-4, 6-1で、決勝でエミー・フレージャーを4-6, 6-4, 6-4の逆転でそれぞれ下し、4度目のツアーシングルス決勝で初優勝を果たす。さらにノーシードで出場した10月のクレムリン・カップでは2回戦で第7シードのブレンダ・シュルツ＝マッカーシーを6-4, 7-5で、準々決勝で第3シードのアランチャ・サンチェス・ビカリオ6-1, 7-6(1)のストレートで下す番狂わせを起こし決勝に進出。決勝では第1シード、当時世界ランク2位のヤナ・ノボトナに3-6, 4-6のストレートで敗れるも、自身初のティアI大会準優勝を果たした。
ダブルスではこの年からエレーナ・リホフツェワと主にペアを組むことが多くなり、5月のストラスブール国際ではこのペアで準優勝した他、9月のトヨタ・プリンセス・カップではモニカ・セレシュと組んで出場し、単複通じて同大会日本人初優勝を決めている。これらの活躍により年度末ランクはシングルスが20位と初めてトップ20で終了し、ダブルスでも77位 と不調だった前年から52位上昇する25位でシーズンを終えた。

### 1998年 ベスト8進出
シングルスでは年初のタルゴ・オーストラリア女子ハードコート選手権優勝 から次週のアディダス国際準決勝まで8連勝のスタートダッシュを切ると、好調のまま臨んだ全豪オープンではグランドスラムシングルスで初めてシード選手となる第16シードで出場、1996年ウィンブルドン以来のグランドスラム4回戦進出を果たす。大会第1シード、ディフェンディングチャンピオンとして臨んだ4月のジャパン・オープン決勝ではコリーナ・モラリューを6-3, 6-3のストレートで下し大会2連覇。この年は他にも東レ パン・パシフィック・オープン・テニストーナメント、WTAドイツ・オープンのティアIグレード2大会を含む5大会でツアーベスト8に進出するなど安定して好成績を残し、年度末ランクも18位に上昇した。
この年は出場した全大会で固定ペアを組んだリホフツェワとのダブルスで更なる躍進を見せ、年初のタルゴ・オーストラリア女子ハードコート選手権で優勝すると、10月のSEATオープン、11月のスパルカッセン・カップ、アドバンタ選手権 で3週連続優勝を果たし年間4勝を挙げる。この年は他にも東レ パン・パシフィック・オープン・テニストーナメント、ストラスブール国際でベスト4に進出した他、全豪オープンを含む7大会でベスト8に進出し、年末最終戦チェイス選手権への初出場を果たす。この活躍により年度末ランクは13位まで上昇した。

### 1999年 グランドスラムダブルス優勝・シングルスベスト8
シングルスでは第4シードのディフェンディングチャンピオンとして臨んだ年初のタルゴ・オーストラリア女子ハードコート選手権では準決勝で第2シードのパティ・シュナイダーに2-6, 6-7(6)のストレートで敗退。同じくディフェンディングチャンピオンとして第1シードで臨んだジャパン・オープンでは全試合ストレート勝ちで決勝に進出するも、決勝では第2シードのエミー・フレージャーに2-6, 2-6のストレートで敗退し大会3連覇を逃した。この年は他にも第8シードで出場した9月のトヨタ・プリンセス・カップ準々決勝で当時シングルス世界ランク8位、大会第3シードのジュリー・アラール＝デキュジスを6-2, 7-5のストレートで下す活躍でモニカ・セレスとの準決勝まで進出した他、ノーシードで出場した10月のクレムリン・カップ2回戦でも当時世界ランク6位、大会第1シードのマリー・ピエルスを6-4, 3-6, 6-3のフルセットで破りベスト8に進出。8月第1週のTIGクラシック1回戦と8月第3週のデュモーリエ・オープン2回戦でも、それぞれ世界ランク6位のマリー・ピエルスと同7位のヤナ・ノボトナを破った。しかしその一方前シーズンでは2大会のみだったツアー1回戦負けを8回喫するなど好不調の波も激しく、年度末ランキングでは前年の18位より6位順位を下げ24位でシーズンを終えた。
ダブルスでは引き続きリホフツェワとの固定ペアで好成績を収め、アディダス国際、ストラスブール国際の2大会で優勝。他にも2月のフランス・ガス・オープン、5月のストラスブール国際の2大会で準優勝の成績を収め、2年連続でチェイス選手権へ出場。年度末ランクは16位で終了した。
またこの年はマヘシュ・ブパシと組んだ混合ダブルスでも好成績を残し、第3シードで出場した全仏オープンでベスト8に進出すると、第2シードで出場した全米オープンでは自身初のグランドスラムタイトルを獲得。日本人選手の混合ダブルス部門優勝は1997年全仏オープンでマヘシュ・ブパシ&平木理化組が優勝して以来、2年ぶり3人目であった。

### 2000年 全米オープン優勝 世界ランク1位
杉山はこの年からコーチを丸山からマリー・ピエルス、アマンダ・クッツァーらのコーチを歴任してきた南アフリカ共和国のマイケル・ディオン に変えツアーに臨んだ。
ダブルスではこの年から新たにジュリー・アラール＝デキュジスと組み、第2シードで出場した全米オープン決勝で第10シードのカーラ・ブラック&エレーナ・リホフツェワ組を6–0, 1–6, 6–1のフルセットで下し、1975年ウィンブルドンでアン清村と組んで優勝した沢松和子以来、25年ぶりのグランドスラム女子ダブルス優勝を果たす。この年は他にもアラール＝デキュジスとのペアで4月のマイアミ・マスターズと10月のクレムリン・カップの二つのティアI大会を含むツアー6勝を、またナタリー・トージアとのペアでも1勝を挙げ、年間7勝を記録。この活躍により10月には日本人選手として初めてWTAダブルスランキング1位になり、年度末ランクでも1位でシーズンを終えた。一方シングルスではノーシードで出場した全豪オープン4回戦で、当時世界ランク5位の第4シードマリー・ピエルスを7-5, 6-4のストレートで下し、自身初のグランドスラムシングルスベスト8進出を果たす。また全仏オープンでも5年ぶりに4回戦に進出した。しかしこれ以外では2月のステート・ファーム・クラシックでベスト8に進出した他は全てツアー1〜2回戦負けに終わり、2度目の出場となったシドニーオリンピックでも、第14シードで出場したシングルスは1回戦でエレナ・ドキッチに0-6, 6-7(1)で、宮城ナナとのペアで第4シードとして出場したダブルスも2回戦でタイのベンジャマス・サングラム&タマリン・タナスガーンに6-2, 5-7, 2-6のフルセットで敗退するなど、シングルスでスランプに陥る。杉山は後のインタビューでこの頃を振り返り「あの時の私はダブルスばかり戦績が出て、日曜日まで勝ち残るのに、シングルスでは負けが続き、トーナメントの過ごし方が分からなくなっていた。自分のテニスを見失い、それこそ私の打ち方どうなっているの？というレベルまで落ちてしまった。周りの選手達が25〜6歳で辞めていった時期でもあり、尚更私はどうなっていくのか」と悩んだという。コーチとの関係も上手く行かなくなり、キャリアで初めて壁にぶつかったと感じた杉山は、米国遠征中に母芙沙子に電話をかけ「もうテニスを辞めたい」と涙ながらに弱音を吐く程追い詰められていた。しかし、この電話を切っ掛けに話し合いの末、シーズン終了後からデヨングに代わり芙沙子がコーチを務めることが決定し、親子二人三脚のツアー転戦が始まることとなる。

### 2001年 ウィンブルドン2年連続決勝進出
芙沙子がコーチに就任して最初の年となった2001年はダブルスでニコル・アレントと組んでシーズンを戦う。アレントとのペアで出場した全豪オープンダブルスは準決勝に進出。ツアーでもキャンベル国際とインディアンウェルズ・マスターズで2勝を上げるなど好調であったが、3月のマイアミ・マスターズを最後にペアを解消。その後単発で数人の選手と組むもペア固定とまでは行かずツアー1〜2回戦負けが続いた。しかし第4シードとして出場したウィンブルドン選手権で、前年のアキュラ・クラシック以来2度目のペアとなったキム・クライシュテルスとのダブルスが成功し、準決勝で第1シードのリサ・レイモンド＆レネ・スタブス組に3-6, 7-5, 6-2のフルセットで勝利する活躍で同部門2年連続の決勝進出を果たす。決勝では第8シードのビーナス・ウィリアムズ&セリーナ・ウィリアムズ組にストレートで敗れるも、後に本格的に固定ペアとしてツアーを回る切っ掛けとなった。一方シングルスではアキュラ・クラシック2回戦で当時世界ランク5位のクライシュテルスをストレートで下すなどの活躍も見られたがシーズン全体では前年に続き低調な成績が続き、年度末ランクも30位と前年より2ランク上げるに留まった。母芙沙子は当時を振り返り「コーチと選手の関係になってからの1年はお互いが選手とコーチとして自立するのに時間が掛かり葛藤があった」とお互いに戸惑いがあったとしながらも「あの1年があって愛の長い競技人生に繋がったと思う」と述懐している。

### 2003年 グランドスラム2冠 キャリアハイ
2003年はシングルス・ダブルス共にキャリア最高の成績を収めることとなる。
2〜3月に米国のスコッツデールで行われたステート・ファーム・クラシックでは、2回戦でリンゼイ・ダベンポートをフルセットで破り、勝ち上がる。しかし前日の雨の影響でシングルス・ダブルスの準決勝・決勝を最終日に行うという過酷な日程を強いられる。まず、シングルスの準決勝では、相手にマッチポイントを3回握られながらも、6-7, 7-5, 7-6(7)と2時間を越える激戦を逆転で制し、決勝ではキム・クライシュテルスを3-6, 7-5, 6-4と再び逆転で破り、シングルスでまず優勝を果たす。その後、シングルスの決勝を戦ったクライシュテルスとのダブルスでは準決勝、決勝共にストレート勝ちで単複2冠を果たした。なおこの大会でのシングルスのタイトルが杉山にとって最もグレードの高いシングルスのタイトルである。
その後ダブルスではキム・クライシュテルスとのコンビで、全仏オープンとウィンブルドンでは共に第1シードのビルヒニア・ルアノ・パスクアル・パオラ・スアレス組を破り、4大大会2連勝を達成し、ダブルスランキング1位に返り咲く。この年は8つのダブルスタイトルを獲得し、うち7つはクライシュテルスと組んで獲った。
シングルスでは、10月にリンツ（オーストリア）の大会でも優勝し、2003年はシングルスで2度優勝を果たす。11月には、年間獲得ポイント世界上位8名によるWTAツアー選手権に初めて出場し、グループリーグでアナスタシア・ミスキナに4-6, 3-6で、ジェニファー・カプリアティに5-7, 6-7(3)のスコアでそれぞれ敗れたが、第2戦の当時世界ランク1位であったジュスティーヌ・エナン・アーデンを6-2, 6-4のスコアで破り、大会後の最新ランキングでは自己最高のシングルス世界ランク10位に上昇、伊達公子（自己最高ランキングは1995年の4位）以来2人目のシングルストップ10入りを果たした。翌2004年2月には世界ランキング8位となり、自己最高位を更新している。
しかし、クライシュテルスがシングルスに専念するため全米オープンを途中棄権するなどし、その後のWTAツアー選手権を最後にペアを解消する。

### 2004年 ウィンブルドンダブルス決勝進出・シングルスベスト8
杉山は再びパートナー探しに悩み、2004年はリーゼル・フーバーと組んだ。その後、急遽エレーナ・デメンチェワをパートナーに指名したが、このコンビは臨時の組み合わせであった。

### 2006年 全仏準優勝
その後ダニエラ・ハンチュコバと組み、2006年の全仏オープンで決勝に進出したが、リサ・レイモンド&サマンサ・ストーサー組に敗れて準優勝になった。

### 2007年 2度の4大大会決勝進出
2007年の全仏オープンでも、カタリナ・スレボトニクとのコンビで決勝に進出したが、アリシア・モリク&マラ・サンタンジェロ組に敗れ、2年連続の準優勝となった。続くウィンブルドンでもスレボトニクと組み、リーゼル・フーバー&カーラ・ブラック組との決勝に進出したが、こちらも準優勝に終わっている。

### 2009年 引退

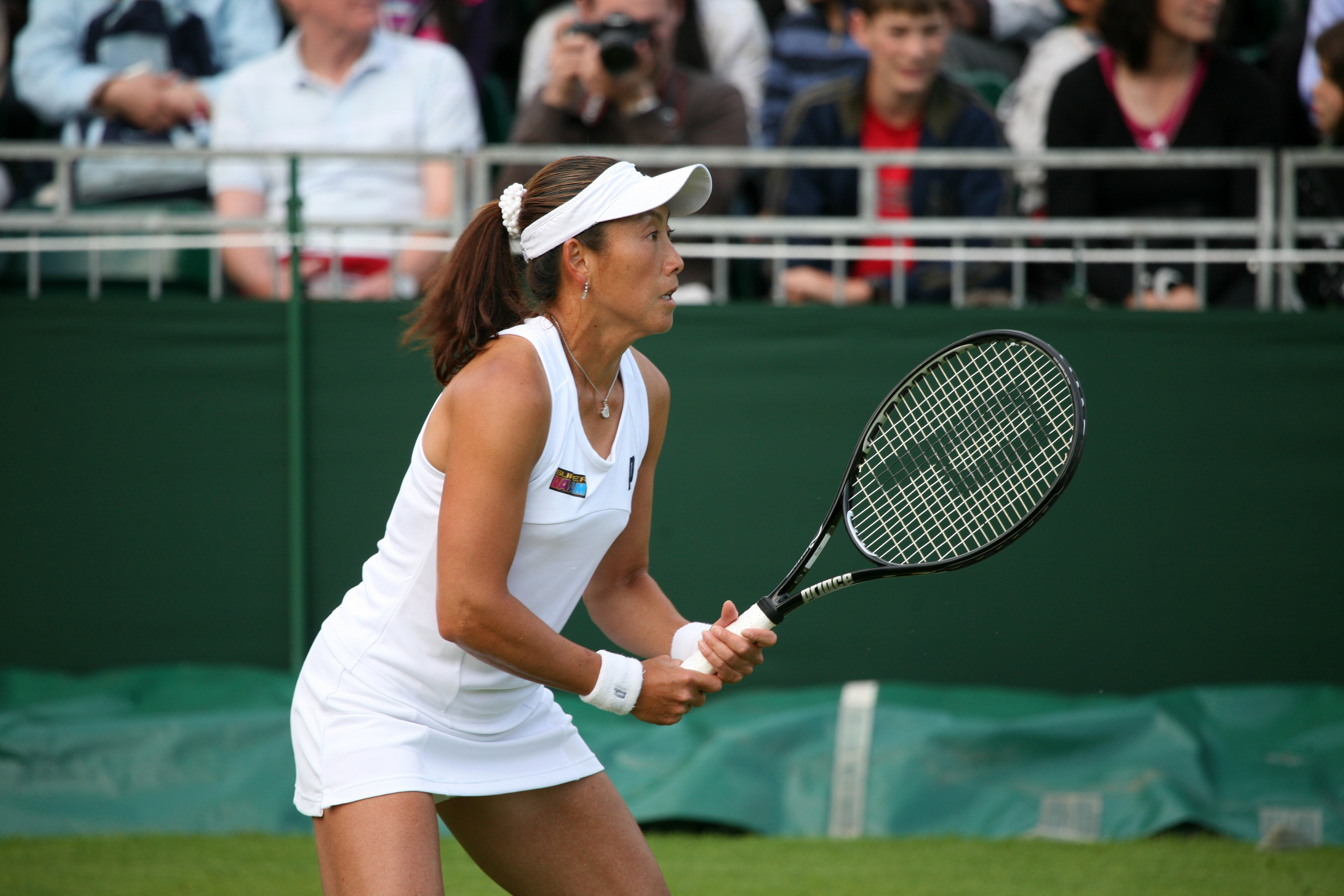
2009年のウィンブルドンでパティ・シュナイダーと対戦する杉山愛

2009年の全豪オープンでは、久々にハンチュコワとのペアを復活させて初の決勝戦に進出する。女子ダブルスのキャリア・グランドスラムがかかった決勝戦では、ビーナスとセリーナのウィリアムズ姉妹組に3-6, 3-6で敗れた。後述する杉山の引退により彼女の女子ダブルス「キャリア・グランドスラム」は叶わなかった。

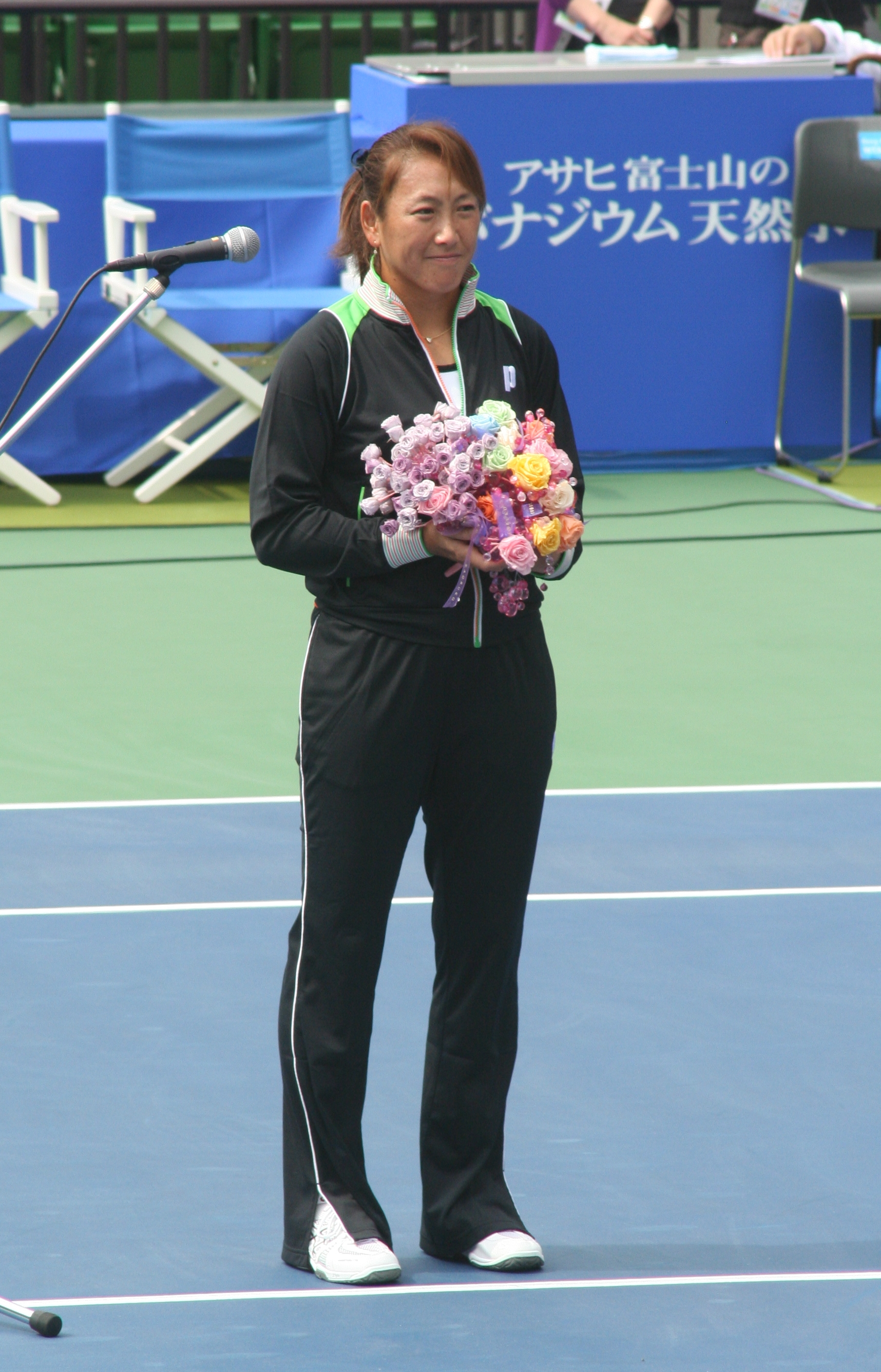
東レ パン・パシフィック・オープン・テニストーナメントでは引退セレモニーが行われた

2009年9月9日、杉山は同月27日からの東レ パン・パシフィック・オープン・テニストーナメント出場を最後に、今シーズンを以て現役生活にピリオドを打つことを表明した。杉山が引退を表明した全米オープンテニスに出産による2年のブランクを経てワイルドカードで現役に復帰したクライシュテルスはかつてのダブルスパートナーであり非常に親しかった杉山の引退を惜しんだ。
現役として最後の大会となった東レ パン・パシフィック・オープン・テニストーナメントでは大会前に引退セレモニーが行われ、ダブルスパートナーのハンチュコワを初め、かつてのダブルスパートナーであったスレボトニクや後輩選手の森田や森上、今大会第1シードのディナラ・サフィナら大会出場選手も参加してセレモニーに花を添えた。シングルスでは1回戦で第13シードのナディア・ペトロワと対戦。0-6, 1-2としたところで体調不良による棄権となる不本意な結果に終わったが、試合後には長年活躍した杉山を労いたいとの考えから観戦に訪れていた上皇后美智子と懇談し労いの言葉をかけられた。一方ハンチュコワと組んで第9シードで出場したダブルスでは準々決勝で第2シードのアナベル・メディナ・ガリゲス&ビルヒニア・ルアノ・パスクアル組に7-6(5), 3-6, 10-7で勝利するなどの活躍で決勝に進出。決勝ではアリサ・クレイバノワ&フランチェスカ・スキアボーネ組に4-6, 2-6のストレートで敗れ、17年の選手生活をダブルス準優勝で締めくくった。
先輩の伊達公子が引退した後（2008年から現役復帰）、日本テニス界全体は杉山ひとりの活躍に頼りきりの状態が長期間続いていた。杉山と同年代の遅咲き選手だった浅越しのぶも、2006年全米オープンを最後に現役を引退する。日本女子テニスの後輩選手としては、森上亜希子や中村藍子、また杉山の引退時にはシングルスランキングで杉山より上位となった森田あゆみなどが著しい成長を見せた。

### 現在の活動
引退後の杉山は、テニス普及活動などを進める傍ら、テレビのテニス中継の解説者を務めたり、情報番組のコメンテーターとして出演する機会が増えている。
2011年11月7日、『スッキリ!!』（日本テレビ放送網）に出演して11月3日に6歳年下の一般男性と結婚したことを発表した。そして12月1日に米国ハワイ州で結婚式を執り行ったことを自らのブログで報告している。
2015年2月16日、『スッキリ!!』に出演した際に自身が第1子妊娠中であることを公表した。同年7月8日、第1子男児を出産。産休を経て、11月2日、『スッキリ!!』に復帰した。
2017年、東京2020エンブレム委員に続き、東京2020大会マスコット選考検討会議委員に就任（大会組織委のブランドアドバイザリーグループの一員でもある）。
2021年2月15日、第2子妊娠を報告。7月15日、第2子女児の出産を報告。
2023年度より女子の国別対抗戦であるビリー・ジーン・キング・カップを戦う日本代表監督に就任する。

## ギネス記録
杉山は1994年ウィンブルドン選手権から4大大会シングルス連続出場を続け、2008年ウィンブルドンで杉山の連続出場記録は「57」に到達した。これは男女を通じても、ウェイン・フェレイラの「56」大会連続出場を抜き、最長記録を樹立した（フェレイラの連続記録は、1991年全豪オープンから2004年全米オープンまで）。その後も連続出場を続け、翌年の2009年全米オープンまで記録を更新し、シングルス連続出場記録を「62」とした。この連続出場記録は杉山のマネジメント会社によりギネス・ワールド・レコーズへの申請準備がなされ、認定された。同年11月の全日本テニス選手権最終日に特別セレモニーが行われ、日本テニス協会特別表彰と合わせて授与された。ニューヨーク・タイムズ紙は、この連続記録に絡み杉山を「カル・リプケン・ジュニアやグレイトフル・デッドと同様の驚異的な回復力を持つ選手」と讃え報じた。

## 評価
身長163cm体重55kgという杉山の体格は男女共に大型化の進むプロテニス界において決して恵まれたものではなかったが、ダブルスで鍛えたフットワークの良さとスタミナの高さでそのハンデを補ってみせた。その最たる例として挙げられるのが2003年3月のウエスト・ファーム・クラシックである。杉山はこの大会の単複両部門に出場しどちらも準決勝に進出するなど順調に勝ち進んでいたが、大会を通して悪天候が続き試合進行が大幅に遅れ、最終的に単複準決勝、決勝を1日でこなす強行日程が組まれてしまう。しかし杉山はこの4試合を戦い抜き見事単複優勝を収めたのである。4試合の総計時間は6時間18分、総ゲーム数は108ゲーム、10セットにも達する壮絶なもので、WTAツアーで女子選手が1日にこなした試合時間、総ゲーム数、総セット共に史上最長最多のものとなっている。当時杉山のプライベートコーチを務めていた高田充によるとこの活躍は翌日の地元紙でも「Sugiyam Slam!」の見出しで讃えられたという。また上述のグランドスラム連続出場に象徴されるようにキャリアを通して1度も大きな怪我や病気によるツアー離脱に見舞われずトップレベルで選手生活を全うできたのも非常に稀有な例であり、松岡修造は自身の雑誌連載コラムで、「怪我をしないようにアフターケアとトレーニングを続けることは選手として最低限必要なことであるが、多くの選手はその繰り返しに気持や体が追いつかなくなってしまう。其故それを毎日行うのは並大抵の事ではない」とし、その点杉山にはこれを可能にする特別な才能が備わっていたと思うと記している。また松岡は杉山が長く現役を続けることに成功したもう一つの要因として杉山の国際性を挙げ、「英語も上手で自分たちのチームに篭るのではなく、ツアーの中に友人を作り他の選手達と交流出来る選手であったことも大きい」と分析している。一方杉山の技術面について松岡は「サービスとフォアハンドが悪いというわけではないが、緊張するとボールが飛んでいかなくなってしまうことがあった。大事な所で緊張せずに自分のプレーが思い切って出来ていれば、彼女はもっともっと高いところにいけたと思う」とし、それを考えれば杉山のシングルス最高8位というのは大したものだと評価している。
スポーツジャーナリストの武田薫は2000年全米オープンダブルスでの優勝に際し「伊達公子のような素質もなければ、沢松奈生子のようなテニス環境を持っていた訳でもないが、杉山はジュニア時代からはっきりプロとして世界ツアーを回ることを目標に努力してきた選手であり、伊達や沢松を遥かに上回るプロ意識を持ち続けてきた選手だった。」と評し、「これほどテニスを愛し、これほどテニスにこだわった選手を強いて挙げるならば（日本人選手では）他に松岡修造位であり、杉山以降の若手が育たなかった原因は彼女ほど一生懸命に努力していないからだ」と記している。また日本人選手として沢松和子以来28年ぶりとなった2003年ウィンブルドン選手権ダブルス優勝の際には「（沢松が優勝した）1975年以降、日本のテニス界は「沢松以来」という枕詞に縛られてきており、意識的な壁を作っていた。それがさほど素質はないと言われてきた杉山によって外されたことで、(日本人)選手の視野は格段に広くなっただろう。自分たちもできるのではないかと思えること、これは大きい。」と、杉山の優勝は日本テニス界において大きな意義を持つものであると記している。
2009年の引退に際し武田は杉山を伊達と比較した上で「伊達の集中力と学習能力にはイチローに通ずる明快さがある。一方、グランドスラム62大会連続出場に代表される杉山はやや地味なのだが、自分はきっと出来ると17年間信じ続け、夢を貫く姿勢は真似できない。伊達のグランドスラムシングルス3度のベスト4進出という快挙も素晴らしいが、杉山がグランドスラムで達成したダブルス、ミックスダブルス計4度の優勝に達する選手も二度と出ないだろう。」と、杉山が伊達に比肩する日本テニス界不世出の選手の一人であったと評価している。

## その他の活動
杉山は母親・芙沙子らと共に、後進育成やテニスの普及活動を目的とした特定非営利活動法人「パームインターナショナル湘南」を2005年に立ち上げ、理事長に就任した。上述の森田あゆみはジュニア時代、このNPO団体が行っているプロジェクトの一つ「LOVE'S DREAM 杉山愛ジュニア育成基金」からの支援を受けていた。また、2008年7月には杉山一家が運営していたパーム・インターナショナル・テニスアカデミーを移転リニューアルし、杉山本人の活動拠点並びに世界を目指すジュニア育成の拠点、将来的に他のスポーツやジム機能を備えた総合スポーツクラブとして発展させることを視野に、“Palm International Sports Club”（パーム・インターナショナル・スポーツ・クラブ）を神奈川県茅ヶ崎市に設立した。
このテニスアカデミーは他の日本のプロ選手が練習拠点として用いることもあり、過去には新井麻葵、米村明子らが同アカデミーに所属している。また慈善活動にも取り組んでおり、現役時代には2005年から毎年ツアーで1試合勝つ毎に1万円を日本対がん協会の「乳がんをなくす　ほほえみ基金」に寄付していた 他、2007年には揃って扁平上皮癌に見舞われたオーストリアの双子のテニス姉妹、サンドラ・クレメンシッツとダニエラ・クレメンシッツ姉妹が病状の悪化から保険が適用されず、7万ドル以上の高額な治療費を必要としていたため、WTAがチャリティーオークションを開き医療費を工面する中、杉山自身も同年のジェネラーリ女子ダブルス準優勝賞金全額を姉妹に寄付した。また当時のダブルスパートナーであったカタリナ・スレボトニクと共に寄付金集めに動き治療費を捻出。
その後ダニエラは治療及ばず翌2008年4月に亡くなったが、サンドラには治療が効き快方に向かい、同年7月にはツアーに復帰出来るまでに回復した。2008年4月にはボシュロム選手権において、これらの社会貢献活動が評価され表彰を受けている。

## キャリア通算成績

### グランドスラム

#### 女子ダブルス
| 結果   | 年     | 大会           | サーフェス | パートナー                     | 対戦相手                                        | スコア           |
| ------ | ------ | -------------- | ---------- | ------------------------------ | ----------------------------------------------- | ---------------- |
| 準優勝 | 2000年 | ウィンブルドン | 芝         | ジュリー・アラール＝デキュジス | セリーナ・ウィリアムズ ビーナス・ウィリアムズ   | 3-6, 2-6         |
| 優勝   | 2000年 | 全米オープン   | ハード     | ジュリー・アラール＝デキュジス | カーラ・ブラック エレーナ・リホフツェワ         | 6–0, 1–6, 6–1    |
| 準優勝 | 2001年 | ウィンブルドン | 芝         | キム・クライシュテルス         | リサ・レイモンド レネ・スタブス                 | 4-6, 3-6         |
| 優勝   | 2003年 | 全仏オープン   | クレー     | キム・クライシュテルス         | ビルヒニア・ルアノ・パスクアル パオラ・スアレス | 6–7(5), 6–2, 9–7 |
| 優勝   | 2003年 | ウィンブルドン | 芝         | キム・クライシュテルス         | ビルヒニア・ルアノ・パスクアル パオラ・スアレス | 6-4, 6-4         |
| 準優勝 | 2004年 | ウィンブルドン | 芝         | リーゼル・フーバー             | カーラ・ブラック レネ・スタブス                 | 3-6, 6-7(5)      |
| 準優勝 | 2006年 | 全仏オープン   | クレー     | ダニエラ・ハンチュコバ         | リサ・レイモンド サマンサ・ストーサー           | 3-6, 2-6         |
| 準優勝 | 2007年 | 全仏オープン   | クレー     | カタリナ・スレボトニク         | アリシア・モリク マラ・サンタンジェロ           | 6-7(5), 4-6      |
| 準優勝 | 2007年 | ウィンブルドン | 芝         | カタリナ・スレボトニク         | カーラ・ブラック リーゼル・フーバー             | 6-3, 3-6, 2-6    |
| 準優勝 | 2009年 | 全豪オープン   | ハード     | ダニエラ・ハンチュコバ         | セリーナ・ウィリアムズ ビーナス・ウィリアムズ   | 3-6, 3-6         |

#### 混合ダブルス
| 結果 | 年     | 大会         | サーフェス | パートナー       | 対戦相手                              | スコア   |
| ---- | ------ | ------------ | ---------- | ---------------- | ------------------------------------- | -------- |
| 優勝 | 1999年 | 全米オープン | ハード     | マヘシュ・ブパシ | キンバリー・ポー ドナルド・ジョンソン | 6–4, 6–4 |

### WTAツアー年間最終戦

#### ダブルス
| 結果   | 年     | 大会         | サーフェス     | パートナー             | 対戦相手                                        | スコア         |
| ------ | ------ | ------------ | -------------- | ---------------------- | ----------------------------------------------- | -------------- |
| 準優勝 | 2003年 | ロサンゼルス | インドアハード | キム・クライシュテルス | ビルヒニア・ルアノ・パスクアル パオラ・スアレス | 4-6, 6-3, 3-6  |
| 準優勝 | 2007年 | マドリード   | インドアハード | カタリナ・スレボトニク | カーラ・ブラック リーゼル・フーバー             | 7-5, 3-6, 8-10 |

## 4大大会ダブルス成績
略語の説明
| W | F | SF | QF | #R | RR | Q# | LQ | A | Z# | PO | G | S | B | NMS | P | NH |

W=優勝, F=準優勝, SF=ベスト4, QF=ベスト8, #R=#回戦敗退, RR=ラウンドロビン敗退, Q#=予選#回戦敗退, LQ=予選敗退, A=大会不参加, Z#=デビスカップ/BJKカップ地域ゾーン, PO=デビスカップ/BJKカッププレーオフ, G=オリンピック金メダル, S=オリンピック銀メダル, B=オリンピック銅メダル, NMS=マスターズシリーズから降格, P=開催延期, NH=開催なし.
| 大会           | 1991 | 1992 | 1993 | 1994 | 1995 | 1996 | 1997 | 1998 | 1999 | 2000 | 2001 | 2002 | 2003 | 2004 | 2005 | 2006 | 2007 | 2008 | 2009 | 通算成績 |
| -------------- | ---- | ---- | ---- | ---- | ---- | ---- | ---- | ---- | ---- | ---- | ---- | ---- | ---- | ---- | ---- | ---- | ---- | ---- | ---- | -------- |
| 全豪オープン   | A    | A    | 1R   | A    | 2R   | 2R   | 1R   | QF   | 2R   | QF   | SF   | 3R   | QF   | SF   | 3R   | 3R   | QF   | 2R   | F    | 35-14    |
| 全仏オープン   | A    | A    | A    | A    | 2R   | 2R   | 2R   | 3R   | QF   | SF   | 3R   | SF   | W    | 1R   | 2R   | F    | F    | 2R   | 3R   | 38-14    |
| ウィンブルドン | A    | A    | A    | 1R   | 1R   | 1R   | 1R   | 3R   | 2R   | F    | F    | 3R   | W    | F    | QF   | 1R   | F    | 2R   | 2R   | 35-15    |
| 全米オープン   | A    | A    | A    | 2R   | 3R   | 1R   | 2R   | A    | 1R   | W    | A    | 1R   | 2R   | SF   | 3R   | 2R   | QF   | SF   | 3R   | 27-11    |

## 著書
- コラボレーション―母と娘の世界挑戦 （杉山芙紗子共著，2004年6月, 集英社）ISBN 978-4083330285

## テレビ出演
- にんげんドキュメント（2001年7月19日、 NHK）
- 錦織・クルム伊達・杉山 それぞれの世界挑戦（2009年, WOWOW）
- NHKアーカイブス（2009年10月17日、 NHK）
- バース・デイ（2009年10月19日、 TBS）
- メッセージ 〜明日のあなたへ言葉の贈り物〜（2009年11月17日、 日本テレビ）
- ありがとう、杉山愛（2009年12月24日、 WOWOW）
- LANDSCAPEアスリート、その視線の彼方　杉山愛編（日本・鹿児島）（2008-09年、 BS民放5局共同特別番組）第46回ギャラクシー賞奨励賞受賞[122]
- 杉山愛引退スペシャル ありがとう愛ちゃん!そしてこれからも…（2010年3月16日、 GAORA）
- 杉山愛テニスレッスン Ai's Academy（2010年3月6日 - 27日、 WOWOW）
- 地球VOCE（2010年4月 - 、テレビ東京）
- Journeys in Japan　鎌倉編 （2010年6月13日、NHK）
- 課外授業 ようこそ先輩（2010年6月13日、NHK総合）
- another sky〜イギリス・ウインブルドン〜 （2010年7月30日、日本テレビ）
- あつまれ!アースキッズ（2010年9月 - キッズステーション）
- イキだね!わたしの東京時間（2010年9月10日、NHK）
- pluspo（2010年10月9日 - 、東海テレビ）
- スッキリ!!（2010年11月4日 - 2023年3月27日、日本テレビ）月曜コメンテーター
- 情報ライブ ミヤネ屋（2011年 - 、読売テレビ）
- スポーツドミンゴ（2011年4月 - 、NHK）
- 爆笑!大日本アカン警察（2011年8月14日、フジテレビ）
- ぶらり途中下車の旅（2012年7月7日、日本テレビ）
- テレビスポーツ教室 テニス 1・2（2013年10月20日・10月27日、NHK Eテレ） - 講師
- 加藤浩次の本気対談!コージ魂!!（2014年4月13日、BS日テレ）
- くりぃむクイズ ミラクル9（2014年5月28日 - 不定期出演、テレビ朝日）
- スポーツ酒場 語り亭（2014年6月21日、NHK BS1）
- テニス太郎（2016年4月16日 - 、WOWOW） - 「愛のダブルズラボ」コーナー担当 [123]

## CM
- P&G リジョイ（1997年）
- 興和 バンテリン（2000年）
- 富士フイルム
- アサヒビール アサヒ本生（2003年）
- 日本ケンタッキーフライドチキン パリパリ旨味チキン（2010年）
- ハウス食品 ニュートリシステムJ－ダイエット（2010年）
- アサヒ緑健 緑効青汁 （2012年）
- 任天堂 マリオテニス オープン （2012年）